# JOYRIDE (HOME MADE 家族の曲)
『JOYRIDE』（ジョイライド）は、HOME MADE 家族の通算6枚目のシングル。

## 概要
- 公共広告機構（現：ACジャパン）・アイドリングストップキャンペーンソング/NHK環境キャンペーンソング
- 初回仕様限定盤にはHOME MADE 家族オリジナルステッカーが特典として封入。

## 収録曲
1. JOYRIDE
2. 学びの窓
3. ライフワーク!?
4. JOYRIDE (Instrumental)